# جسر إليزابيث
جسر إليزابيث هو جسر يقع في بودابست، المجر يربط بين بودا وبشت.